# Joshua Cribbs
(en) Statistiques sur pro-football-reference
Joshua « Josh » Cribbs, né le 9 juin 1983 à Washington, est un joueur américain de football américain évoluant au poste de wide receiver et qui est spécialiste de retour de kickoff.
Étudiant à l'université d'État de Kent, il joua pour les Golden Flashes de Kent State lors de sa carrière universitaire.
Non drafté en 2005, il a néanmoins signé la même saison aux Browns de Cleveland.
Il détient le record National Football League avec huit retours de kickoff donnant un touchdown. Le record est co-détenu par Leon Washington et Cordarrelle Patterson. Il a aussi égalé le record NFL avec deux touchdowns de 100 yards ou plus retournés pour des touchdowns en une seule partie.